# Musée de Moncton
Le musée de Moncton est un musée d'histoire situé à Moncton, dans la province du Nouveau-Brunswick, au Canada.
Le musée présente une collection d'objets représentatifs de l'histoire de la région de Moncton, de l’époque des Mi’kmaqs à aujourd’hui en passant par la déportation des Acadiens. Le musée a ouvert ses portes en 1974 et la façade du bâtiment est une partie de l'ancien hôtel de ville de Moncton.
Des expositions temporaires sur des sujets variés sont régulièrement présentées.
Des travaux d'agrandissement ont été réalisés en 2011-2012. Le musée ferme donc temporairement à partir de 2012 pour laisser place aux travaux.
L'établissement, à la suite des rénovations, ouvre ses portes à nouveau en 2014 sous le nom de Place Resurgo. Les travaux ont couté près de 10 millions de dollars.